# Atbaš

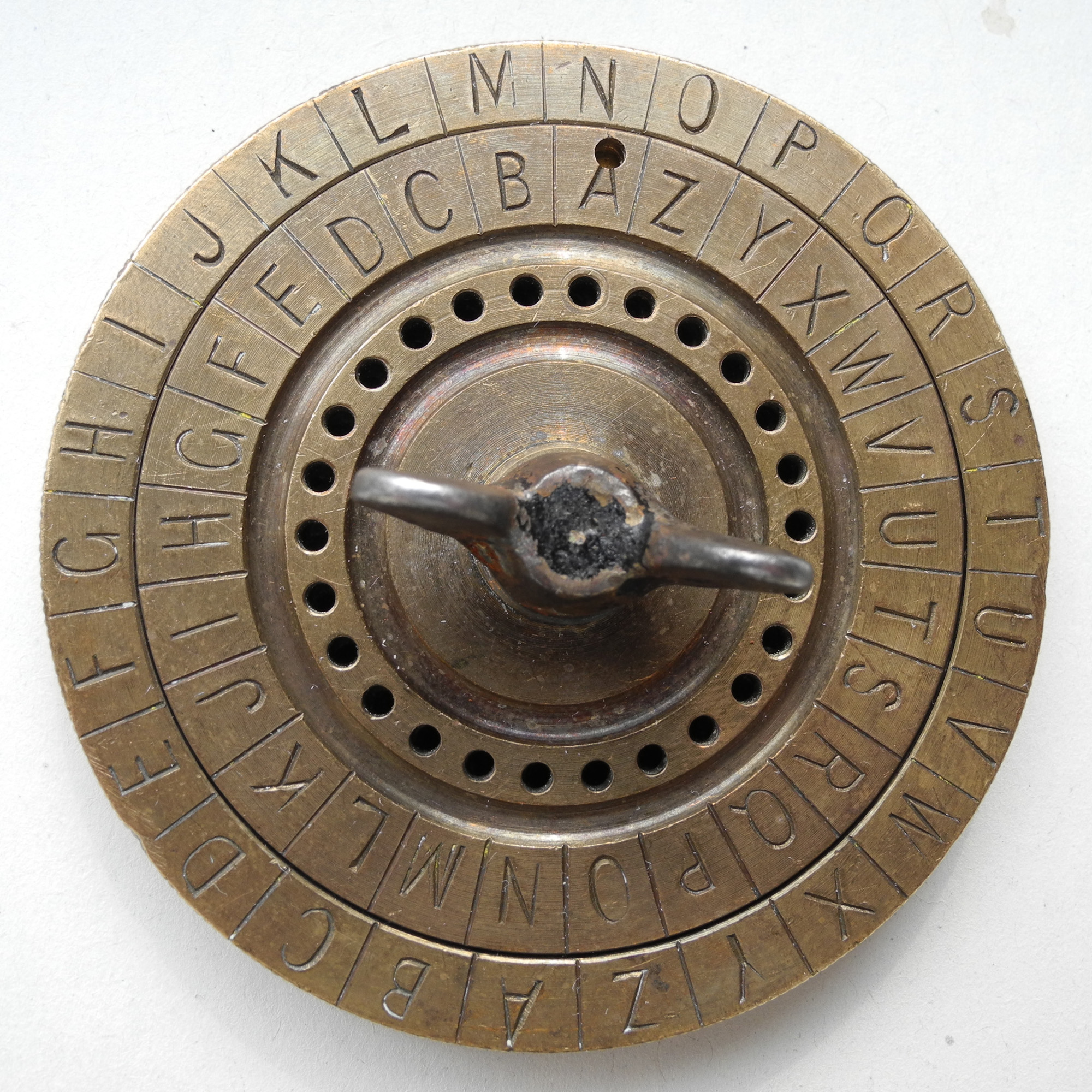
Šifrovací disk

Atbaš je monoalfabetická substituční šifra. Pochází z doby okolo roku 500 př. n. l., původně používaná k šifrování hebrejské abecedy. Může být použita s jakýmkoliv známým písmem s daným pořadím.

## Šifrování
Každé písmeno zaměňuje za jiné, ležící ve stejné vzdálenosti od opačného konce abecedy. Písmena A-T-B-Š jsou postupně prvním (alef), posledním (tav), druhým (bet) a předposledním (šin) písmenem hebrejské abecedy. Například pro latinku by vypadalo šifrování takto:
| plaintext | A | B | C | D | E | F | G | H | I | J | K | L | M | N | O | P | Q | R | S | T | U | V | W | X | Y | Z |
| šifra     | Z | Y | X | W | V | U | T | S | R | Q | P | O | N | M | L | K | J | I | H | G | F | E | D | C | B | A |

## Užití šifry
Šifra Atbaš je použita i v biblických textech, kde je v knize Jeremjáš několikrát (Jer25:26,:s.1015 a 51:41:s.1061) místo slova Babel (Babylón, בבל) použito slovo Šéšak (ששכ) – v hebrejské abecedě je B (bet) druhé písmeno a L (lamed) dvanácté písmeno, Š (šin) je pak druhé písmeno od konce a K (kaf) dvanácté písmeno od konce. Podobný odkaz na Babylón je také slovo Leb-kamaj (לבקמי) jako zašifrované „chaldejci“ (כשדים, chasdim) (Jer51:1).:s.1057
| א | ב | ג | ד | ה | ו | ז | ח | ט | י | כ |
| ת | ש | ר | ק | צ | פ | ע | ס | נ | מ | ל |